# Primaat van de Anglicaanse Kerk van Canada

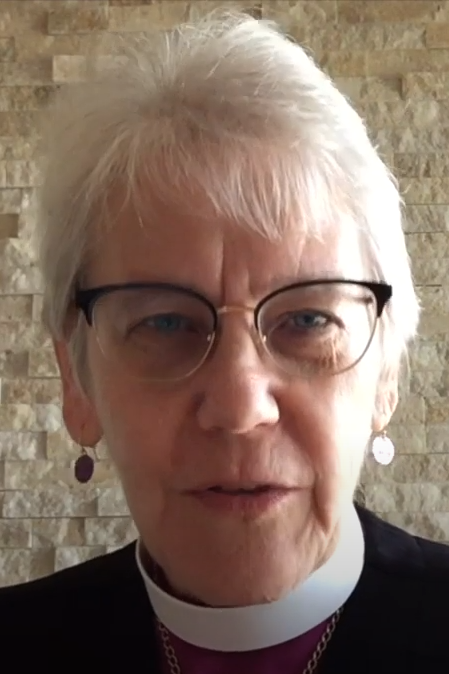
Linda Nicholls (*1954), Primaat van Canada (2019-)

De Primaat van de Anglicaanse Kerk van Canada (Engels: Primate of the Anglican Church of Canada; Frans: Primate de l'Église anglicane du Canada) is het geestelijke hoofd van de Anglicaanse Kerk van Canada. De Primaat (ook Primaat van Canada of Primaat van Heel Canada genoemd) draagt daarnaast de titel van aartsbisschop. Het ambt werd ingesteld na de verzelfstandiging van de Anglicaanse Kerk van Canada ten opzichte van de Kerk van Engeland. De Primaat wordt gekozen door de algemene synode van het kerkgenootschap en is altijd een van de bisschoppen. Sinds 1969 is het verplicht dat de nieuwgekozen Primaat zijn bisschopsambt neerlegt. In het verleden bekleedde een Primaat zijn ambt tot aan zijn dood; maar tegenwoordig geldt er een pensioengerechtigde leeftijd van 70 jaar.
De huidige Primaat is Linda Nicholls (*1954). Haar officiële titulatuur luidt: The Most Reverend Linda Nicholls, Primate of Canada. Nicholls is de eerste vrouw in die functie en werd op 16 juli 2019 geïnstalleerd.

## Lijst van Primaten van de Anglicaanse Kerk van Canada
| Afbeelding | Persoon Primaat en aartsbisschop | Periode      | Bisdom                                          |
| ---------- | -------------------------------- | ------------ | ----------------------------------------------- |
|            | Robert Machray (1831-1904)       | 1893 - 1904  | Rupertland (1865-1904)                          |
|            | William Bond (1815-1906)         | 1904 - 1906  | Montreal (1879-1906)                            |
|            | Arthur Sweatman (1834-1909)      | 1907 - 1909  | Toronto (1879-1909)                             |
|            | Samuel Matheson (1852-1942)      | 1909 - 1932  | Rupertsland (1905-1931)                         |
|            | Clarendon Worrell (1854-1934)    | 1932 - 1934  | Nova Scotia (1904-1934)                         |
|            | Derwyn Owen (1876-1947)          | 1934 - 1947  | Toronto (1932-1947)                             |
|            | Frederick Kingston (1889-1950)   | 1947 - 1949  | Nova Scotia (1944-1948)                         |
|            | Walter Barfoot (1894-1978)       | 1949 - 1959  | Edmonton (1941-1954); Rupertsland (1954-1960)   |
|            | Howard Clark (1901-1983)         | 1959 - 1971  | Edmonton (1954-1961); Rupertsland (1961-1969)   |
|            | Ted Scott (1916-2004)            | 1971 - 1986  | Kootenay (1966-1971)                            |
|            | Michael Peers (1934-)            | 1986 - 2004  | Qu'Appelle (1976-1986); Rupertsland (1981-1986) |
|            | Andrew Hutchison (1938-)         | 2004 - 2007  | Montreal (1990-2004)                            |
|            | Fred Hiltz (1953-)               | 2007 - 2019  | Nova Scotia en Prins Edwardeiland (2002-2007)   |
|            | Linda Nicholls (1954-)           | 2019 - heden | Huron (2016-2019)                               |